# Salmo 112
Il salmo 112 (111 secondo la numerazione greca) costituisce il centododicesimo capitolo del Libro dei salmi. Nel testo latino della Bibbia questo salmo inizia con le parole Beatus vir: poiché era cantato ai Vespri solenni, fu musicato da molti compositori, fra cui Antonio Vivaldi. 
È utilizzato dalla Chiesa cattolica nella liturgia delle ore.

## Metodo retorico
Al verso 4, caso unico in tutta la Bibbia attribuisce all'uomo giusto che teme il Signore gli appellativi di "misericordioso e pietoso" che in tutta la Sacra Scrittura sono riservati a Dio. Il 43% del testo è Comune col Salmo 111. Entrambi sono acrostici, nel senso che i versi sono indicati con le lettere dell'alfabeto ebraico.